# Hamburgisches Schulgesetz
Das Hamburgische Schulgesetz (HmbSG) regelt die rechtlichen Grundlagen des Schulwesens in Hamburg.

## Gesetzesstruktur
Das Gesetz ist wie folgt strukturiert:
- Erster Teil: Recht auf schulische Bildung und Auftrag der Schule (§ 1 - § 3)
- Zweiter Teil: Gestaltung von Unterricht und Erziehung (§ 4 - § 10)
- Dritter Teil: Aufbau des Schulwesens (§ 11 - § 27)
  - Erster Abschnitt: Struktur und Organisationsformen (§ 11 - § 13)
  - Zweiter Abschnitt: Schulformen und Bildungsgänge (§ 14 - § 27)
- Vierter Teil: Schulverhältnis (§ 28 - § 49)
  - Erster Abschnitt: Allgemeine Bestimmungen (§ 28 - § 36)
  - Zweiter Abschnitt: Schulpflicht (§ 37 - § 41a)
  - Dritter Abschnitt: Einschulung und Wahl der Bildungsgänge (§ 42 - § 43)
  - Vierter Abschnitt: Leistungsbeurteilung, Versetzung, Abschlüsse (§ 44 - § 48)
  - Fünfter Abschnitt: Maßnahmen bei Erziehungskonflikten (§ 49)
- Fünfter Teil: Schulverfassung (§ 50 - § 84)
  - Erster Abschnitt: Grundlagen (§ 50 - § 51)
  - Zweiter Abschnitt: Schulkonferenz (§ 52 - § 56a)
  - Dritter Abschnitt: Lehrerkonferenz (§ 57 - § 60)
  - Vierter Abschnitt: Klassenkonferenz und Zeugniskonferenz (§ 61 - § 62)
  - Fünfter Abschnitt: Mitwirkung von Schülerinnen und Schülern (§ 63 -§ 678)
  - Sechster Abschnitt: Mitwirkung von Eltern (§ 68 - § 75)
  - Siebter Abschnitt: Besonderheiten der Schulverfassung an beruflichen Schulen (§ 76 - § 78a)
  - Achter Abschnitt. Kammern, Landesschulbeirat (§ 79 - § 84)
- Sechster Teil: Schulverwaltung (§ 85 - § 97)
  - Erster Abschnitt: Grundlagen (§ 85 - § 87)
  - Zweiter Abschnitt: Lehrerinnen und Lehrer, Schulleitung (§ 88 - § 97)
- Siebter Teil: Datenschutz (§ 98 - § 101)
- Achter Teil: Gemeinsame Bestimmungen (§ 102 - § 110)
- Neunter Teil: Übergangs- und Schlussvorschriften (§ 111 - § 118)

## Wesentliche Gesetzesinhalte

### Geltungsbereich
Das Gesetz gilt für Schulen in staatlicher Trägerschaft. Das Recht der Privatschulen wird durch das Hamburgische Gesetz über Schulen in freier Trägerschaft in der Fassung vom 21. September 2004 geregelt.

### Recht auf Bildung
Jeder junge Mensch hat Anspruch auf Bildung und Erziehung an einer staatlichen Schule und soll sich nach seinen Möglichkeiten weiterbilden.

### Grundlagen der Bildung
Der Unterricht an den Schulen folgt der vom Grundgesetz und der Verfassung Hamburgs vorgegebenen Werteordnung. Die Schüler sollen insbesondere dazu befähigt werden, anderen Menschen offen und tolerant gegenüberzutreten, für Demokratie und Frieden sowie gegen Rassismus einzutreten, das körperliche und seelische Wohlbefinden aller wahren zu können und Verantwortung für die Umwelt zu übernehmen. Die Erziehung soll dabei auf eine möglichst freie Entfaltung der Schüler und ihrer Fähigkeiten ausgerichtet sein. Hierdurch soll erreicht werden, dass die Schülerinnen und Schüler aktiv am sozialen, gesellschaftlichen, wirtschaftlichen, beruflichen, kulturellen und politischen Leben teilhaben können.

### Sexualerziehung
An den Bildungseinrichtungen des Landes findet Sexualkundeunterricht statt. Sein Ziel ist die Vermittlung eines positiven Bildes von menschlicher Sexualität sowie die Vermittlung von Sachwissen hierzu. Die Schule hat die Eltern rechtzeitig über Ziele, Inhalte und Formen der Sexualerziehung zu informieren.

### Religionsunterricht
Religion ist ein ordentliches Lehrfach, zu dessen Unterrichtung kein Lehrer verpflichtet werden darf. Über die Teilnahme entscheiden die religionsmündigen Schüler (ab 14 Jahren). Vor Eintritt der Religionsmündigkeit entscheiden die Sorgeberechtigten. Sofern dies in der Stundentafel vorgesehen ist, können Schüler alternativ Unterricht in den Fachbereichen Ethik oder Philosophie nehmen.

### Schulgeld
Der Unterricht ist in der Regel nicht gebührenpflichtig. Für in Hamburg nicht Schulpflichtige und diverse Fortbildungen können Gebühren dennoch erhoben werden.

### Schülerzeitungen
Die Schülerinnen und Schüler haben das Recht, Schülerzeitungen herauszugeben und auf dem Schulgrundstück zu verbreiten.

### Schulpflicht
Jedermann mit Wohnsitz oder gewöhnlichem Aufenthalt in Hamburg ist dort schulpflichtig. die Schulpflicht endet nach elf Schuljahren oder mit der Volljährigkeit des Schülers. Hierbei wird die Grundschule mit vier Jahren angerechnet, unabhängig davon, wie lang diese tatsächlich besucht wurde. Wer den Vorschriften über die Schulpflicht zuwiderhandelt, insbesondere als Schulpflichtiger die Schule nicht besucht oder als Erziehungsberechtigter sein Kind nicht zum Schulbesuch bewegt, handelt ordnungswidrig. Wer einen Schulpflichtigen der Schule dauernd oder wiederholt entzieht, kann auf Antrag der zuständigen Behörde strafrechtlich verfolgt werden.

### Erziehungs- und Ordnungsmaßnahmen
Erziehungs- und Ordnungsmaßnahmen sind Mittel der Schule, mit denen der Erziehungsauftrag gewährleistet werden soll. Diese können allerdings auch dem Personenschutz dienen. Ordnungsmaßnahmen sind hierbei regelmäßig das schwerere Mittel, vor ihrer Verhängung müssen der Schüler und dessen Eltern angehört werden.

### Schulische Mitwirkung
Es werden Vertretungen der Lehrer, Eltern und Schüler gebildet, die an der demokratischen Gestaltung des Schullebens in Konferenzen mitwirken. Wer in ein Gremium gewählt wurde, ist bei seiner Arbeit in diesem nicht an Aufträge oder Weisungen gebunden.

### Eigenverantwortung der Lehrer
Lehrer erteilen ihren Unterricht grundsätzlich selbstständig und in eigener Verantwortung.

## Geschichte
1949 wurde in Hamburg ein Gesetz über das Schulwesen erlassen, welches erst 1966 durch das hier behandelte Schulgesetz abgelöst wurde. Als Reaktion auf Entwicklungen in der Rechtslehre und der ständigen Rechtsprechung des Bundesverfassungsgerichts in Karlsruhe wurde am 12. November 1977 unter dem damaligen Schulsenator Günter Apel (SPD) das Schulgesetz der Freien und Hansestadt Hamburg neuerlassen. In 47 Paragrafen wurde das gesamte Schulwesen der Stadt neu geregelt. Insbesondere wurde die Gesamtschule, damals noch als Schulversuch, eingeführt. Das Recht auf Bildung fand Einzug in das neue Gesetz, welches auch die Frage entschied, ob es Sexualerziehung an Schulen geben sollte. Die Grundlagen der Mitwirkung in der Schule regelte das Schulverfassungsgesetz vom 17. Oktober 1977. 1997 trat schließlich ein weiterer Neuerlass des Schulgesetzes in Kraft, mit welchem das Schulverfassungsgesetz seine Gültigkeit verlor.
Seitdem kam es zu 35 Änderungsgesetzen, von denen das letzte am 17. Mai 2023 in Kraft trat.